# Kurilovka (Saràtov)
|  | Per a altres significats, vegeu «Kurilovka». |

Kurilovka (en rus: Куриловка) és un poble de l'óblast de Saràtov, a Rússia, segons el cens del 2010 tenia 937 habitants. Pertany al districte municipal de Volsk.